# Starseed
«Starseed» es el segundo sencillo de su primer álbum, Naveed (1994) de la banda Our Lady Peace.

## Significado
"Se basa en este libro de Ken Carey, La Starseed Transmisiones, sobre una experiencia canalización que tenía. Todo el coro es sobre si ha tenido una experiencia de canalización y durante esta experiencia que encontrar algo que usted cree y tratando de convencer a todos los demás es no siempre es una tarea fácil. Estoy en una gran cantidad de meditar. Mi padre era católico y trató a la escuela conmigo en eso, pero en realidad nunca estuvo de acuerdo con él. Siempre he estado interesado en la religión y la forma en que afecta a la sociedad . Lo Starseed se trata de ir en un viaje de meditación y volver con algo tangible. Algo que realmente cree. Algo que signifique algo para ti. Es difícil convencer a la gente de la generación de mi padre de nada que no sean los valores religiosos inculcaron ellos." - Raine Maida

## Vídeo musical
El video musical fue producido por George Vale y está rodada en su mayoría en tono sepia. Fue filmado en una antigua Sears almacén en Toronto. El vídeo tiene un tema muy del medio oriente similar a la del resto del álbum, que muestra la gente levitando y vestidos con turbantes. El bajista Futuro Duncan Coutts hace una breve aparición en el video como un extra. Durante la toma, una caja de luz que se movía arriba y abajo cayó tres pisos del techo apenas faltan varios miembros de la banda. 